# صعب عليا
صعب عليا هو البوم للفنان العراقي كاظم الساهر، تم إصداره عام 1996 من إنتاج شركة فنون الجزيرة.

## قائمة الأغاني
- الحلوه  - 5:52
- بقايا إنسان  - 3:23
- دقت الساعة للسفر  - 5:58
- صعب عليا  - 3:54
- صعب عليا اودعك  - 6:44
- ضريبة عشرتي  - 7:56
- ياعودي  - 3:37